# Предејане
Предејане је градско насељено место града Лесковца у Јабланичком округу. Према попису из 2022. било је 872 становника. Налази се на надморској висини од 295 m.
Указом Краља од 28. новембра 1925. године насеље је добило статус варошице.
Позната по мотелу који је свратиште за туристе на путу за Грчку. Овде се налази Железничка станица Предејане.

## Демографија
У насељу Предејане (варош) живи 982 пунолетна становника, а просечна старост становништва износи 39,8 година (37,8 код мушкараца и 41,8 код жена). У насељу има 383 домаћинства, а просечан број чланова по домаћинству је 3,19.
Ово насеље је великим делом насељено Србима (према попису из 2002. године).
|  |

| Демографија | Демографија | Демографија |
| Година      | Становника  | Становника  |
| ----------- | ----------- | ----------- |
| 1948.       | 469         |             |
| 1953.       | 625         |             |
| 1961.       | 853         |             |
| 1971.       | 857         |             |
| 1981.       | 1.217       |             |
| 1991.       | 1.434       | 1.396       |
| 2002.       | 1.222       | 1.246       |
| 2011.       | 1.088       |             |
| 2022.       | 872         |             |

| Етнички састав према попису из 2002.‍ | Етнички састав према попису из 2002.‍ | Етнички састав према попису из 2002.‍ | Етнички састав према попису из 2002.‍ | Етнички састав према попису из 2002.‍ |
| ------------------------------------ | ------------------------------------ | ------------------------------------ | ------------------------------------ | ------------------------------------ |
|                                      |                                      |                                      |                                      |                                      |
| Срби                                 | Срби                                 |                                      | 1.179                                | 96,48%                               |
| Роми                                 | Роми                                 |                                      | 33                                   | 2,70%                                |
| Црногорци                            | Црногорци                            |                                      | 3                                    | 0,24%                                |
| Мађари                               | Мађари                               |                                      | 1                                    | 0,08%                                |
| Македонци                            | Македонци                            |                                      | 1                                    | 0,08%                                |
| Албанци                              | Албанци                              |                                      | 1                                    | 0,08%                                |
| непознато                            | непознато                            |                                      | 3                                    | 0,24%                                |

| Година пописа     | 1948. | 1953. | 1961. | 1971. | 1981. | 1991. | 2002. |
| ----------------- | ----- | ----- | ----- | ----- | ----- | ----- | ----- |
| Број домаћинстава | 116   | 185   | 214   | 243   | 333   | 425   | 383   |

| Број чланова      | 1  | 2  | 3  | 4  | 5  | 6  | 7 | 8 | 9 | 10 и више | Просек |
| ----------------- | -- | -- | -- | -- | -- | -- | - | - | - | --------- | ------ |
| Број домаћинстава | 57 | 94 | 64 | 95 | 38 | 30 | 5 | 0 | 0 | 0         | 3,19   |

| Пол    | Укупно | Неожењен/Неудата | Ожењен/Удата | Удовац/Удовица | Разведен/Разведена | Непознато |
| ------ | ------ | ---------------- | ------------ | -------------- | ------------------ | --------- |
| Мушки  | 504    | 145              | 330          | 22             | 7                  | 0         |
| Женски | 524    | 86               | 333          | 81             | 24                 | 0         |
| УКУПНО | 1.028  | 231              | 663          | 103            | 31                 | 0         |

| Пол    | Укупно                    | Пољопривреда, лов и шумарство | Рибарство                            | Вађење руде и камена | Прерађивачка индустрија       |
| ------ | ------------------------- | ----------------------------- | ------------------------------------ | -------------------- | ----------------------------- |
| Мушки  | 215                       | 15                            | 0                                    | 0                    | 14                            |
| Женски | 106                       | 3                             | 0                                    | 0                    | 11                            |
| УКУПНО | 321                       | 18                            | 0                                    | 0                    | 25                            |
| Пол    | Производња и снабдевање   | Грађевинарство                | Трговина                             | Хотели и ресторани   | Саобраћај, складиштење и везе |
| Мушки  | 1                         | 59                            | 27                                   | 38                   | 16                            |
| Женски | 2                         | 5                             | 20                                   | 32                   | 1                             |
| УКУПНО | 3                         | 64                            | 47                                   | 70                   | 17                            |
| Пол    | Финансијско посредовање   | Некретнине                    | Државна управа и одбрана             | Образовање           | Здравствени и социјални рад   |
| Мушки  | 1                         | 0                             | 18                                   | 7                    | 1                             |
| Женски | 1                         | 1                             | 4                                    | 16                   | 7                             |
| УКУПНО | 2                         | 1                             | 22                                   | 23                   | 8                             |
| Пол    | Остале услужне активности | Приватна домаћинства          | Екстериторијалне организације и тела | Непознато            | Непознато                     |
| Мушки  | 14                        | 0                             | 0                                    | 4                    | 4                             |
| Женски | 2                         | 0                             | 0                                    | 1                    | 1                             |
| УКУПНО | 16                        | 0                             | 0                                    | 5                    | 5                             |

## Галерија
- Варош која деценијама одумире: Погашени занати
- Све некадашње занатске радње затворене
- Улица
- Црква Светог архангела Гаврила
- Дом здравља
- Панорама вароши
- Панорама вароши
- Поглед
- Поглед са паркинга мотела
- Етно мотив поред мотела
- Тунел предејане